# Homonymum
Homonymum (z řeckého ὅμος homos „tentýž, stejný“; ὄνομα onoma „jméno“) neboli slovo souzvučné je slovo, které má stejnou podobu (zvukovou nebo grafickou) jako slovo jiného významu i původu. Výskyt takových slov se nazývá homonymie.
Vznik homonym bývá nahodilý, mohou to být slova obě původem domácí (vinný), slovo domácí a přejaté (kolej), dvě slova přejatá z různých jazyků (raketa) nebo dvě slova přejatá z téhož jazyka (hyperbola).
V češtině jsou homonyma poměrně řídká a jejich užívání většinou nezpůsobuje nedorozumění; k jazykům s hojným výskytem homonym patří např. angličtina, francouzština nebo čínština.

## Druhy homonym

### Úplná a neúplná homonyma
- Úplná homonyma se shodují ve všech svých ohebných tvarech (např. raketa ve významech létací zařízení i pálka nebo šance ve významu příležitost i hradba).
- Částečná homonyma se shodují jen v některých tvarech (např. pila – nástroj k řezání × příčestí minulé slovesa pít; los – zvíře × poukázka v loterii či rys - zvíře i výsledek rýsování – rozdíl je způsoben životností).

### Pravá a nepravá homonyma
Pravá homonyma se shodují ve výslovnosti i v grafické podobě (pravopisu). Nepravá homonyma se shodují pouze v jedné z těchto podob a jsou:
- pouze výslovnostní neboli homofonní (homofony) – např. bít a být se vyslovují [biːt]; anglické be (být) a bee (včela) se vyslovují [biː]; původní výslovnost těchto slov byla odlišná, současný pravopis však na změnu výslovnosti nebere zřetel;
- pouze pravopisná neboli homografní (homografy) – např. baby [babɪ] (množné číslo slova baba) × [bɛjbɪ] (dítě; z anglického baby); v češtině se tento jev vyskytuje zřídka (např. panický a panický – jednou adjektivum od slova panika, v druhém případě od slova panic), a sice v případě stejně psaného domácího a přejatého slova, u nějž je zachován původní pravopis.

### Homonymie na různých jazykových úrovních
V širším pojetí existuje homonymie i na jiných úrovních, než jsou slovní (lexikální) jednotky:
- Lexikální homonyma – formálně shodná slova.
- Gramatická homonyma – formálně shodné mluvnické prostředky, např. přípona -dlo v názvech prostředků (lepidlo) × v označeních osob (zlobidlo), koncovka -y v genitivu singuláru a nominativu plurálu u podstatných jmen podle vzoru žena (ženy), v nominativu a akuzativu plurálu u podstatných jmen podle vzoru hrad (hrady) a v dalších funkcích.

## Homonymie a polysémie
Od homonym se liší slova mnohoznačná (polysémantická). Zatímco u homonym je formální shoda v podstatě náhodná, jednotlivé významy nemají vzájemnou souvislost, různé významy mnohovýznamových slov souvislost mají a vznikly posunem základního významu na základě podobnosti. Příkladem je slovo oko.
Hranice mezi homonymií a polysémií nemusí být vždy jednoznačná. V širším pojetí se za homonyma považují i slova, jejichž významy sice původně vznikly na základě mnohovýznamovosti, ale v současnosti již není vzájemná souvislost zřejmá (tzv. rozpad polysémie), např. slovo prát (bít, mlátit × zbavovat špíny vodou).

## Příklady homonym v češtině

### Pravá homonyma
- bašta chutné jídlo i hradební věž
- hranice hromada dřeva i hraniční čára
- kolej dopravní zařízení i ubytovna studentů
- masový hromadný i vyrobený z masa
- raketa létací zařízení i pálka
- rys výsledek rýsování i kočkovitá šelma
- šance hradba i příležitost
- vinný provinilý i týkající se vína nebo z něj vyrobený
- třída[1] klasifikační jednotka (ze staročeského střída = stádo) i široká ulice (z italského strada)
- los zvíře i tiket do loterie
- topit v kamnech i ve vodě
- stopka od ovoce i dopravní značka STOP
- pas cestovní doklad i část těla
- sladit přidat cukr i uvést v soulad

### Homofonní slova
- bít - být
- mít - mýt
- vír - výr
- miškovat - myškovat
- sýrový - sírový